# Přírodní rezervace Mount Nimba
Mount Nimba je národní park v Guineji a Pobřeží slonoviny. Mimo jiné zahrnuje i horu téhož jména, na které se nachází více než 200 endemických druhů. 
V roce 1981 byla oblast zařazena na seznam světového dědictví UNESCO. Následkem přílivu utečenců z oblastí válečných konfliktů, kteří oblast ohrožují, je park od roku 1992 veden i na seznamu světového dědictví v ohrožení.